# Short Stories (album)
Pour l’article homonyme, voir Short Stories.
Albums de Lilium
Transmission of All the Good-Byes Felt
Short Stories est le deuxième album du groupe de rock alternatif/folk alternative franco-américain Lilium, publié le 16 juin 2003.

## Historique
Cet album, le deuxième du groupe, a été mixé et masterisé par Bob Ferbrache. Il est accompagné d'un DVD comprenant bonus avec trois titres ayant illustré le film The Rain Has Forgotten Us de Mary-Lyn Chambers.

## Liste des titres de l'album
1. If They Cheered - 3 min 25 s
2. Locked in Tight - 3 min 42 s
3. Whitewashed - 5 min 20 s
4. Lover - 4 min 45 s
5. Miles Away - 2 min 36 s
6. Sorry - 4 min 42 s
7. Sens and Grief - 6 min 39 s
8. Cavalcade - 3 min 39 s
9. The Trap - 4 min 27 s
10. Angels - 5 min 51 s

bonus DVD
1. Leaving - 3 min 00 s
2. Water - 1 min 27 s
3. End - 3 min 26 s

## Musiciens ayant participé à l'album
- Jean-Yves Tola - batterie, percussions, piano
- Pascal Humbert - basse, contrebasse, guitare
- Kal Cahoone - chant sur If They Cheered, Sorry
- Daniel Mc Mahon - chant sur Locked in Tight, Sense and Grief
- David Eugene Edwards - chant sur Whitewashed
- Jim Kalin - chant sur Lover
- John Grant - chant sur The Trap
- Kelly O'Dea - violon
- Daana Colley - saxophone
- Billy Conway - batterie